# Майлибаський сільський округ
Майлиба́ський сільський округ (каз. Майлыбас ауылдық округі, рос. Майлыбасский сельский округ) — адміністративна одиниця у складі Казалінського району Кизилординської області Казахстану. Адміністративний центр — село Аксуат.
Населення — 1721 особа (2021; 1706 у 2009, 1882 у 1999, 1865 у 1989).
Станом на 1989 рік існувала Майлибаська сільська рада (села Аксуат, Кентуп, Сарибулак, Сортубек, селища Байхожа, Майлибас). Пізніше села Сарбулак та Сортубек утворили окремий Сарбулацький сільський округ. 2018 року було ліквідовано селище Роз'їзд 103. Станом на 2025 рік ліквідовано село Бірлік.

## Склад
До складу округу входять такі населені пункти:
| Населений пункт               | Колишні назви | Населення, осіб (1989) | Населення, осіб (1999) | Населення, осіб (2009) | Населення, осіб (2021) |
| ----------------------------- | ------------- | ---------------------- | ---------------------- | ---------------------- | ---------------------- |
| Аксуат, село                  | -             | 1211                   | 1252                   | 1044                   | 1000                   |
| Байкожа, село                 | Байхожа       | 133                    | 215                    | 271                    | 334                    |
| Бірлік, село                  | -             | -                      | 90                     | 9                      | 43                     |
| Кентуп, село                  | -             | 237                    | -                      | -                      | -                      |
| Майлибас, село                | -             | 284                    | 175                    | 159                    | 184                    |
| Роз'їзд 99, станційне селище  | -             | -                      | 13                     | 53                     | 64                     |
| Роз'їзд 101, станційне селище | -             | -                      | 64                     | 44                     | 53                     |
| Роз'їзд 102, станційне селище | -             | -                      | 10                     | 31                     | 43                     |
| Роз'їзд 103, станційне селище | -             | -                      | 63                     | 95                     | -                      |